# Zespół Szkół Gastronomicznych we Wrocławiu
Zespół Szkół Gastronomicznych we Wrocławiu – wrocławska placówka oświatowa, założona w 1947 roku. Na jej terenie znajduje się kilka szkół kształcących w kierunku gastronomii oraz hotelarstwa.

## Historia
ZESPÓŁ SZKÓŁ GASTRONOMICZNYCH – historia i osiągnięcia uczniów (1947-2018)
| 1947 | - w Państwowej Szkole Żeńskiej Przemysłu Odzieżowego utworzono Liceum Przemysłu Gospodarczego |
| 1951 | - powstaje Liceum Gospodnie i Liceum Gastronomiczne. Początkowo szkoła mieściła się przy ulicy Hauke - Bosaka, później przy ulicy Prądzyńskiego, a następnie w budynku obecnej Renomy na pl.Kościuszki |
| 1952 | - powstaje Technikum Gastronomiczne i Zasadnicza Szkoła Gastronomiczna kształcące w zawodach kucharz i kelner. Naukę przedmiotów zawodowych prowadzą „Snopkowianki” (zdeklasowane szlachcianki i hrabianki ze słynnej szkoły w Snopkowie). W powojennej rzeczywistości dbają one o różnorodność receptur, wysoką kulturę, nawiązanie do tradycji jednocześnie wprowadzając nowoczesne metody i rozwiązania w procesie dydaktycznym. Obie szkoły liczą 190 uczniów |
| 1957 | - Technikum Gospodarcze otrzymuje nową siedzibę przy ul. Wielkiej 129 (obecnie Kamienna 86) - uroczyste otwarcie pracowni technologicznych |
| 1962 | - powstaje Technikum Hotelarskie i Państwowa Szkoła Hotelarska dla absolwentów liceów ogólnokształcących. Poszerza się również oferta kształcenia |
| 1964 | - powstaje Technikum Gospodarcze dla Pracujących na podbudowie ZSZ |
| 1966 | - w szkole uczy się już 2200 uczniów. |
| 1967 | - uroczyście otwarte zostają Warsztaty Szkolne. |
| 1968 | - zwycięstwo uczniów w teleturnieju „Kucharz doskonały” |
| 1975 | - powstaje Zespół Szkół Gastronomicznych, w skład którego wchodzą następujące szkoły: Technikum Gastronomiczne z wydziałem zaocznym i wydziałem dla pracujących, Zasadnicza Szkoła Gastronomiczna z wydziałem zaocznym i wydziałem dla pracujących, Zasadnicza Szkoła Zawodowa Dokształcająca Nr 5,Liceum Zawodowe Nr 6 i Policealne Studium Zawodowe Nr 7. |
| 1983 | - remont Warsztatów Szkolnych |
| 1985 | - Zespół Szkół Gastronomicznych, jako jedna z trzech szkół w Polsce otrzymuje Medal Edukacji Narodowej za działalność w zakresie OHP |
| 1986 | - ZSG otrzymuje nagrody i wyróżnienia dla szkoły, jako jednej z siedmiu najlepszych szkół w Polsce |
| 1987 | - ZSG zdobywa tytuł Komendy Szkolnej XXX-lecia OHP |
| 1993 | - I miejsce w Konkursie Na Najlepszego Ucznia w Zawodzie Kucharz - w szkole uczy się 1500 uczniów |
| 1994 | - I miejsce drużynowo i II miejsce w Konkursie Na Najlepszego Ucznia w Zawodzie Kucharz - w ZSG odbyła się Młodzieżowa sesja ONZ z udziałem 309 uczniów szkół średnich z Polski, Niemiec i Włoch. |
| 1996 | - I miejsce w Międzynarodowym Konkursie Trzech Miast : Wrocław - Halle - Stadthagen w zawodzie: kucharz- kelner – (Halle) - II i II miejsce w Ogólnopolskim Konkursie Na Najlepszego Ucznia w Zawodzie Kucharz |
| 1997 | - w ZSG uczy się 1450 uczniów - I miejsce w Międzynarodowym Konkursie Trzech Miast: Wrocław - Halle – Stadthagen w zawodzie: kucharz- kelner – (Wrocław) - II miejsce w II Ogólnopolskim Konkursie „Na najlepszego ucznia w zawodzie: kucharz - II miejsce w finale Ogólnopolskiej Olimpiady Wiedzy o Żywieniu |
| 1998 | - I miejsce w Międzynarodowym Konkursie Trzech Miast: Wrocław - Halle – Stadthagen w zawodzie: kucharz- kelner – (Stadthagen) |
| 1999 | - I miejsce w Międzynarodowym Konkursie Trzech Miast: Wrocław- Halle – Stadthagen w zawodzie: kucharz- kelner – (Halle) - udział uczniów ZSG w przygotowaniu pierwszej książki kulinarnej Macieja Kuronia |
| 2000 | - reforma Szkolnictwa nakazuje likwidację letniej Zasadniczej Szkoły Zawodowej zawodzie kucharz - II miejsce w Międzynarodowym Konkursie Czterech Miast: Wrocław - Halle – Tapolca – Stadthagen w zawodzie: kucharz- kelner (Wrocław) - II i III miejsce w Ogólnopolskim Turnieju Na Najlepszego Ucznia w Zawodzie Kucharz |
| 2001 | - II miejsce w Międzynarodowym Konkursie Czterech Miast: Wrocław - Halle – Tapolca – Stadthagen w zawodzie: kucharz- kelner (Stadthagen) - udział uczniów ZSG w międzynarodowym Seminarium Młodzieży w Krzyżowej - uczeń ZSG laureatem Ogólnopolskiego Konkursu Nastolatków „Ośmiu Wspaniałych” |
| 2002 | - powstaje Liceum Profilowane Nr XI o dwóch profilach: usługowo - gospodarczym i rolniczo - spożywczym. - w wyniku likwidacji Zespół Szkół Spożywczych przy ul. Swobodnej ZSG przejmuje Technikum Przetwórstwa Spożywczego i Liceum Techniczne - liczba uczniów uległa zwiększeniu do 1250. - w warsztatach szkolnych przeprowadzony zostaje kapitalny remont, a pracownie wyposażone zostają w nowoczesny sprzęt i urządzenia gastronomiczne - udział uczniów ZSG w konkursie historycznym „Szkolna Liga Mistrzów Historii Wrocławia” organizowana przez redakcję „Słowa Polskiego” - III miejsce w Międzynarodowym Konkursie Kulinarnym w Jeseniku - Rekord Guinnessa - 10 uczniów przystąpiło do ustanawiania Rekordu, w ciągu 100 minut uformowano i ugotowano 1663 pierogi - I miejsce w Międzynarodowym Konkursie Czterech Miast: Wrocław - Halle -Tapolca – Stadthagen w zawodzie: kucharz- kelner (Stadthagen) |
| 2003 | - powstaje 2 - letnia ZSZ w zawodzie: kucharz małej gastronomii, - I miejsce w Międzynarodowym Konkursie Czterech Miast: Wrocław- Halle – Tapolca – Stadthagen w zawodzie: kucharz- kelner (Wrocław) - I miejsce w Ogólnopolskim Turnieju Na Najlepszego Ucznia w Zawodzie Kucharz - w ZSG zorganizowano festyn pod hasłem „Odpowiedzialni za siebie i za innych” |
| 2004 | - I miejsce w Międzynarodowym Konkursie Czterech Miast: Wrocław - Halle – Tapolca – Stadthagen w zawodzie: kucharz- kelner (Tapolca) |
| 2005 | - Liceum zawodowe i technikum wygasa. Powstają roczne i 2 - lenie szkoły policealne w zawodzie technik usług gastronomicznych technik hotelarstwa, technik obsługi turystycznej - ZSG we Wrocławskiej Sieci Szkół Promujących Zdrowie - I miejsce w Międzynarodowy Konkurs Czterech Miast: Wrocław - Halle – Tapolca – Stadthagen w zawodzie: kucharz- kelner (Stadthagen) - II miejsce w Jesiennych Zawodach Strzeleckich i Konkursie Wiedzy "Z dziejów oręża polskiego” |
| 2006 | - w Zespole Szkół Gastronomicznych uczniowie kształcą się w Liceum Profilowanym Nr XI o dwóch profilach: usługowo- gospodarczym, rolniczo-spożywczym; ZSZ (dwuletniej) – kucharz małej gastronomii; technikum uzupełniającym Nr 6 dla dorosłych, - I miejsce w Międzynarodowym Konkursie Czterech Miast: Wrocław- Halle – Tapolca – Stadthagen w zawodzie: kucharz- kelner (Halle) - III miejsce w kategorii amatorów w Mistrzostwach Polski w Grillowaniu |
| 2007 | - reaktywowano technikum młodzieżowe w zawodach: kucharz, kelner i technik organizacji usług gastronomicznych, - III miejsce w konkursie na najlepszy SU szkół gimnazjalnych i ponadgimnazjalnych Wrocławia - I miejsce w Międzynarodowym Konkursie Czterech Miast: Wrocław - Halle – Tapolca –Stadthagen w zawodzie: kucharz- kelner (Wrocław) - ZSG członkiem AEHT - Europejskiego Stowarzyszenia Szkół Hotelarsko – Turystycznych z siedzibą w Strasburgu |
| 2008 | - reaktywowano technika w zawodzie: technik hotelarstwa, technik obsługi turystycznej - ZSG należy do zaszczytnego, grona szkół posiadających Certyfikat Jakości "Szkoła Przedsiębiorczości” - I miejsce w Międzynarodowym Konkurs Czterech Miast: Wrocław - Halle – Tapolca – Stadthagen w zawodzie: kucharz- kelner (Tapolca) - I miejsce w 3 Olimpiadzie Smaku w kategorii Juniorów - II miejsce w konkursie na najlepszy SU szkół gimnazjalnych i ponadgimnazjalnych Wrocławia |
| 2009 | - I miejsce w Ogólnopolskim Konkursie „Zgotuj sobie sukces” - II miejsce w Międzynarodowym Konkursie Czterech Miast: Wrocław -Halle – Tapolca – Stadthagen w zawodzie: kucharz- kelner (Tapolca) - udział młodzieży ZSG w I edycji Festiwalu kulinarnego „Europa na widelcu” - II miejsce w konkursie na najlepszy SU szkół gimnazjalnych i ponadgimnazjalnych Wrocławia - ZSG ma swojego krasnala, zaprojektowanego przez uczennicę - GASTRONOMKA |
| 2010 | - w miejsce 2 letniej Zasadniczej szkoły Zawodowej powołano 3 -letnią w zawodzie: kucharz. - III miejsce w Międzynarodowym Konkursie Czterech Miast: Wrocław - Halle – Tapolca – Stadthagen w zawodzie: kucharz- kelner (Halle) - I miejsce w Dolnośląskim Konkursie Potraw Regionalnych „Powiedz mi co jesz, a powiem Ci skąd jesteś” - III miejsce w Kulinarnym Pucharze Świata - Luksemburg - III miejsce w konkursie na najlepszy SU szkół gimnazjalnych i ponadgimnazjalnych Wrocławia |
| 2011 | - wygasły szkoły policealne, - szkoła bierze udział w projekcie unijnym Modernizacja Centrów Kształcenia Zawodowego na Dolnym Śląsku realizowanym przez Urząd Marszałkowski Województwa Dolnośląskiego, a sfinansowanym przez Regionalny Program Operacyjny, dzięki któremu zostaje wyposażona w pomoce dydaktyczne i urządzenia gastronomiczne - II miejsce w Dolnośląskim Konkursie Potraw Regionalnych „Powiedz mi co jesz, a powiem Ci skąd jesteś” - Dawid Bryja i Michał Sławik - I miejsce w Ogólnopolskim Konkursie „Zgotuj sobie sukces” - II miejsce w Ogólnopolskim Festiwalu Kulinarnym Dolnego Śląska Ale Pasztet”- Zamek Kliczków - I miejsce w Międzynarodowym Konkursie Czterech Miast : Wrocław - Halle – Tapolca – Stadthagen w zawodzie: kucharz - II miejsce w Międzynarodowym Konkursie Czterech Miast : Wrocław- Halle - Tapolca – Stadthagen w zawodzie kelner (Wrocław) - III miejsce - Dolnośląskie Potyczki Hotelarskie - III miejsce w konkursie na najlepszy SU szkół gimnazjalnych i ponadgimnazjalnych Wrocławia |
| 2012 | - powstają KKZ T6 – kucharz, T15 - technik żywienia i usług gastronomicznych (w szkole odbywają się pierwsze egzaminy zewnętrzne) - I miejsce w Dolnośląskim Konkursie Potraw Regionalnych „Powiedz mi co jesz, a powiem Ci skąd jesteś” - III miejsce drużynowo w Międzynarodowej Olimpiadzie Kulinarnej w Erfurcie - I miejsce w VII Międzynarodowych Mistrzostwach Europy w Przygotowaniu Potraw z Karpia Skoczów - III miejsce w Ogólnopolskim Konkursie Kuchnia Polska na Mazowszu - Warszawa - I miejsce w II edycji Ogólnopolskiego Festiwalu Kulinarnego - Ale Pasztet” Zamek Kliczków - I miejsce w Ogólnopolskim Konkursie „Młody Kreator Sztuki Kulinarnej” - II miejsce w Dolnośląskich Potyczkach Hotelarskich - V miejsce w Międzyszkolnym Konkursie Wratislavia Aeterna - II miejsce w Konkursie „Młody Dolnoślązak - Dojrzały Turysta - Wiem jak promować Dolny Śląsk! - I miejsce w województwie w Ogólnopolskim Projekcie – Dzień Przedsiębiorczości (pod patronatem Prezydenta RP Bronisława Komorowskiego)                 |
| 2013 | - I miejsce w Dolnośląskim Konkurs Potraw Regionalnych „Powiedz mi co jesz, a powiem Ci skąd jesteś” - III miejsce w Ogólnopolskim Konkursie „Zgotuj sobie sukces" - II miejsce w Międzynarodowych Mistrzostwach Europy w przygotowaniu potraw z karpia – Skoczów - II miejsce w Międzynarodowym Konkursie Dolnośląsko-Dolnosaksońskim Partnerstwo, które smakuje” - II miejsce w Konkursie kulinarnym „Smak pstrąga w Pieninach" - Sromowce Niżne - II miejsce w Międzynarodowym Konkursie Czterech Miast: Stadthagen - Carcassonne - Wrocław – Tapolca (Stadthagen) - I miejsce w Ogólnopolskim Festiwalu Kulinarnym Dolnego Śląska "Ale Pasztet”- Zamek Kliczków - I miejsce drużynowo w V edycji Ogólnopolskiego Konkursu Kulinarnego „Kuchnia Polska w Tradycji Świąt Bożego Narodzenia” - II miejsce w Ogólnopolskim Konkursie „Młody Kreator Sztuki Kulinarnej” 2013 - I miejsce w Dolnośląskich Potyczkach Hotelarskich - IV miejsce w Międzyszkolnym Konkursie Wratislavia Aeterna                                                    |
| 2014 | - I miejsce w Międzynarodowym Konkursie Czterech Miast: Stadthagen - Carcassonne - Wrocław – Tapolca (Carcassonne) – Sandra Kubasik - I miejsce w Ogólnopolskim Konkursie „Zgotuj sobie sukces" - I miejsce w Dolnośląskim Konkursie Potraw Regionalnych „Powiedz mi co jesz, a powiem Ci skąd jesteś” - I miejsce w Dolnośląskich Potyczkach Hotelarskich - IV miejsce w Międzyszkolnym Konkursie Wratislavia Aeterna - IV miejsce w Olimpiadzie Krajoznawczej Dolnego Śląska - I miejsce w etapie wojewódzkim w Konkursie na Najlepszych Uczniów w Zawodzie: technik obsługi turystycznej |
| 2015 | - wygaszono Technikum Uzupełniające Nr 6 dla dorosłych - powołano 2 – 3 semestralne Kwalifikacyjne Kursy Zawodowe - II miejsce w Dolnośląskim Konkursie Potraw Regionalnych „Powiedz mi co jesz, a powiem Ci skąd jesteś” - II miejsce w Międzynarodowym Konkursie Czterech Miast: Stadthagen - Carcassonne - Wrocław – Tapolca (Wrocław) - I miejsce w etapie wojewódzkim w Konkursie na Najlepszych Uczniów w zawodzie: kucharz - I miejsce w I Wrocławskim Kulinarnym Rajdzie Młodych Mistrzów - Hotel Haston - I miejsce w Dolnośląskich Potyczkach Hotelarskich - IV miejsce w Międzyszkolnym Konkursie Wratislavia Aeterna - V miejsce w Olimpiadzie Krajoznawczej Dolnego Śląska - Technikum Nr 9 w Ogólnopolskim Rankingu PERSPEKTYWY w obszarze egzaminów zawodowych zdobywa III miejsce w zawodzie kelner oraz VI w zawodzie technika obsługi turystycznej |
| 2016 | - I miejsce w Dolnośląskim Konkursie Potraw Regionalnych „Powiedz mi co jesz, a powiem Ci skąd jesteś” - Udział w finale Konkursu kulinarnego Roberta Sowy „Kulinarny Talent 2016” (Warszawa) - III miejsce w Culinary Excellence we Wrocławiu - I miejsce w Dolnośląskich Potyczkach Hotelarskich - IV miejsce w Olimpiadzie Krajoznawczej Dolnego Śląska - III miejsce w Konkursie – „Gra Quest” – wyprawa odkrywców Dolnego Śląska - ZSG otrzymuje tytuł Srebrnej Szkoły w Ogólnopolskim Rankingu Techników 2016 PERSPEKTYWY - ZSG zostaje przyjęta do elitarnego grona Szkół Ambasadorów Parlamentu Europejskiego (EPAS) |
| 2017 | - ZSG otrzymuje tytuł Brązowej Szkoły w Ogólnopolskim Rankingu Techników 2017 PERSPEKTYWY - Zasadniczą Szkołę Zawodowa zastąpiono Szkołą Branżową I stopnia - III miejsce w Ogólnopolskim Festiwalu Kulinarnym Dolnego Śląska Ale Pasztet”- Zamek Kliczków - III miejsce w Międzynarodowym Konkursie Czterech Miast: Stadthagen - Carcassonne - Wrocław – Tapolca (Stadthagen) - III miejsce w konkursie Zielona Budka Master Challenge w Ostródzie - I miejsce i II miejsce w Dolnośląskim Konkursie Potraw Regionalnych „Powiedz mi co jesz, a powiem Ci skąd jesteś " - II miejsce w Culinary Excellance we Wrocławiu - I miejsce w Dolnośląskich Potyczkach Hotelarskich - II miejsce i tytuł I Wicemistrza w Olimpiadzie Wiedzy Hotelarskiej - II miejsce w Olimpiadzie Krajoznawczej Dolnego Śląska - VI miejsce w finale Olimpiady Wiedzy o Turystyce |
| 2018 | - II miejsce w Konkursie kulinarnym – Sportowa Wiosna – Hotel Mistral Sport w Gniewie - III miejsce w 50 Młodzieżowej Olimpiadzie Krajoznawczej Dolnego Śląska - II miejsce w Culinary Excellance we Wrocławiu |